# Natália Viana
Natália Viana (São Paulo, 1979) é uma jornalista investigativa independente brasileira. Começou sua carreira como repórter aos 21 anos, na revista Caros Amigos. Hoje é diretora da Agência Pública de jornalismo investigativo, e escolhida por Julian Assange para traduzir e publicar em primeira mão documentos do WikiLeaks sobre o Brasil.

## Carreira
Desde 2011, Natália Viana é uma das diretoras da Pública, primeira agência de jornalismo investigativo do país. Juntamente com as repórteres Marina Amaral e Tatiana Merlino, suas parceiras, idealizou a pública para fazer um jornalismo “puro” e elevar o nível de informação pública.
A respeito do Wikileaks, a jornalista acredita que a organização detonou algo que estava latente: a transformação das possibilidades de se fazer jornalismo após a crise das mídias tradicionais. Ela diz que o Wikileaks chamou a atenção para algo que já existia, a formação de novas organizações jornalísticas que rompem com muito dos padrões tradicionais: como se organizam, como se financiam, como produzem e distribuem conteúdo. Há inúmeras organizações experimentando novos modelos e testando os limites do jornalismo tradicional.
Seu envolvimento com o Jornalismo Investigativo começou há oito anos, quando ela foi fazer seu mestrado em rádiojornalismo no Goldsmiths College, na University of London, em Londres. Lá, se envolveu com centros de jornalismo investigativo e começou a colaborar com veículos estrangeiros, como os jornais ingleses Independent e Guardian. Em Londres também participou de investigações sobre corrupção transnacional, abusos de empresas multinacionais e guerra biológica. Quando voltou ao Brasil, estreitou o contato com os jornalistas investigativos de fora e conheceu o pessoal do WikiLeaks.
Natalia virou parceira do site, para ajudar na divulgação do Cablegate. Ela conta que, lá dentro, o trabalho é feito por diversos colaboradores voluntários que se comunicam “o tempo todo” através de mensagens seguras.
Natalia Viana  formou-se pela Pontifícia Universidade Católica de São Paulo (PUC/SP) em 2001 e começou sua carreira em 2002, como repórter na revista Caros Amigos. Já colaborou com veículos nacionais e internacionais como BBC, The Guardian, The Independent, Sunday Times, Folha de S.Paulo, O Globo, Carta Capital, Opera Mundi, Pacifica Network e Canadian Broadcast Corporation.
Em 2004 fez a sua primeira reportagem importante, na Bolívia, para onde foi com o objetivo de conhecer o movimento cocaleiro. Voltou com um perfil exclusivo do futuro presidente Evo Morales, publicado na Caros Amigos.
Em 2005 Recebeu o Prêmio Andifes 2005, com a matéria “Qual reforma universitária?”, publicada em julho de 2004, pela revista Caros Amigos, assinada também por Thiago Domenici, Antonio Martinelli Júnior, Debora Pivotto, João Mauro e Marília Melhado. Nesse mesmo ano recebeu menção honrosa no prêmio Vladimir Herzog de Direitos Humanos pela reportagem “Os trabalhos e os dias”, também publicada pela Caros Amigos, na qual vivenciou o subemprego em São Paulo durante um mês.
Em 2007 lançou seu primeiro livro-reportagem Plantados no Chão pela Conrad Editora, uma denúncia dos assassinatos políticos no Brasil entre os anos de 2003 e 2006.
Em 2010, começa a coordenar no Brasil a sistematização e divulgação dos documentos diplomáticos vazados pelo Wikileaks e atua como parceira da organização no país. Também coordenou a parceria da organização com os jornais Folha de S.Paulo e O Globo. Escreveu sobre os documentos publicados pelo site do Wikileaks para um blog, no site da CartaCapital. Pelo trabalho, venceu o Troféu Mulher Imprensa 2011.
Em 2011, começa a dirigir a Pública.
Em 2013, recebeu novamente o Troféu Mulher Imprensa 2013.
Em 2013, com sua série de reportagens investigativas sobre o impeachment de Fernando Lugo no Paraguai, Natalia Viana foi finalista do 1o Prêmio Gabriel Garcia MArques de Jornalismo.
Em 2013, Natalia Viana foi considerada pela Revista Galileu uma das 25 pessoas mais influentes da Internet brasileira.
Em 2021, Natalia publicou o livro Dano Colateral pela Companhia das Letras.

## Livro
- O Bispo e Seus Tubarões. [S.l.]: Agência Pública. 2014. OL 32142916M